# Broken Voyage
|  | Dieser Artikel oder Abschnitt wurde wegen inhaltlicher Mängel auf der Qualitätssicherungsseite der Redaktion Geschichte eingetragen (dort auch Hinweise zur Abarbeitung dieses Wartungsbausteins). Dies geschieht, um die Qualität der Artikel im Themengebiet Geschichte auf ein akzeptables Niveau zu bringen. Dabei werden Artikel gelöscht, die nicht signifikant verbessert werden können. Bitte hilf mit, die Mängel dieses Artikels zu beseitigen, und beteilige dich bitte an der Diskussion! |

Der Begriff bzw. das Verfahren der Broken Voyage (englisch für „unterbrochene Reise“) entstammt dem transatlantischen Seehandel zur Zeit der Napoleonischen Kriege (1804–1812). Als kontinentaleuropäische Häfen durch die französische Kontinentalsperre für britische Handelsschiffe geschlossen waren, versuchte die britische Seemacht ihrerseits den Handel neutraler Nationen mit dem napoleonischen Frankreich und dem von ihm besetzten Staaten (ab 1807) durch eine Gegenblockade zu unterbinden. Auf diese Weise wollten beide Seiten die Niederlage des Gegners durch wirtschaftlichen Zusammenbruch erreichen und verhindern, dass der Handel mit unbeteiligten Staaten (vor allem den jungen USA) dem Feind nützen würde.
Eben jene amerikanischen Händler und ihre Schiffe wurden seit Kriegsbeginn immer häufiger von Kriegsschiffen der Royal Navy aufgebracht, d. h. angehalten und durchsucht, da Großbritannien die Lieferung und den Handel kriegswichtiger Güter (Konterbande) an Feindstaaten in den von ihm kontrollierten Gewässern verbot. Diese Konfiszierung französischer Ware – nicht selten verbunden mit der Konfiszierung ganzer Schiffe – entwickelte sich zunehmend zur Bedrohung für die US-amerikanische Wirtschaft. Findige US-amerikanische Seehändler kamen in diesem Kontext auf die Idee, ihre Reise zu unterbrechen, um französische und für französische Satellitenstaaten bestimmte Ware in amerikanischen Häfen zu versteuern, um sie so quasi zu „amerikanisieren“, damit sie von britischen Behörden nicht eingezogen würde.

## Weblink
- „Broken“ Voyage, „Circuitous“ Voyage